# 探偵
探偵（たんてい、英語:private detectiveあるいはprivate investigator）とは、隠された事実を調べること、またそれをする人。
職業としてそれを行い、（現在では）警察関係ではない者をそう呼ぶことが一般的である。

## 概要
探偵とは、依頼者により第三者または関係者、配偶者、親族などを秘密裏に調査する人またはそれを仕事とする人のことである。
探偵業の業務の適正化に関する法律により、探偵業務とは、「人（法人又は個人）からの依頼を受けて、対価を受け取り、面接による聞込み、尾行、張込み、その他これらに類する方法により、特定人の所在又は行動についての情報を収集し、その結果を依頼者に報告するもの」と定義された。
このため一般的に、ミステリやサスペンスなどのフィクション系の長編映画などでしばしば描かれるような「推理」は探偵業務とならない。当然、警察の捜査に介入したり警察から推理の依頼を受けたりすることもできない。
また、ストーカー行為の幇助は刑法第62条1項の従犯（幇助犯）、「不安もしくは迷惑を覚えさせるような仕方で他人につきまとった者」は軽犯罪法1条28号違反となる。

## 歴史
民間の捜査（＝私立探偵）という意味では、19世紀中期、犯罪者の身から警察の手先（密偵）となり、手柄を挙げて国家警察パリ地区犯罪捜査局 を興し、のちに個人で探偵局を設立し活動したフランソワ・ヴィドック（1775-1857）が「世界最初の探偵」とされる。なお、ヴィドック自身がしたたかな犯罪者の性質を持っており、裏世界との気脈からその世界の事情にも精通していた面も大きかった。
探偵を正業として確立したのは米国のアラン・ピンカートン（1819-1894）とされる。ピンカートンはもとは米国の諜報機関の長であったが、退職後1850年に私立探偵局を設立し、手堅く迅速な仕事ぶりで高い評判を得た。ピンカートンの探偵局が事務所のマークとして「We Never Sleep」（我らは眠らない）という語句付きの「眉つきの眼」を用いたので、探偵が「the private eye」とも呼ばれるようになった。このピンカートンが設立した探偵局ピンカートン探偵社は、20世紀における警察の近代化で仕事を食われ、探偵の看板を下ろすまで北米最大の探偵会社であった。
日本国内では1891年（明治24年）5月21日付けの当時の朝日新聞に帝國探明會という企業が「詐欺師や盗人の所在を調べる。他人の行動調査を実施する。」との旨の広告を出稿していたという。
なお、日本語の「探偵」は、古くは警察・民間を問わず捜査活動を行う人間を指した語で、江戸時代には同心や岡っ引が「探偵方」とも呼ばれており、明治になってからも巡査や刑事が「探偵」と呼ばれていた。明治20年代（1887年 - 1896年）に私立探偵が登場して以後、次第に警察官は「探偵」と呼ばれなくなったが、軍のスパイは「軍事探偵」や「国際探偵」と呼ばれていた。第二次世界大戦後には「探偵」はもっぱら私立探偵を指して用いられる語となった。

### 国内の探偵の実情
令和4年12月末日現在で、探偵業の届出総数は6970件（内訳：個人5099件、法人1871件）である。
日本国内の探偵は小さな探偵社（個人経営）が殆どで、複数の支店や支社があるように明示されていても、実際はレンタルオフィスや無人事務所など、実態のないバーチャルオフィスで営業を行っていることもある。
実際の調査は、地元の小さな探偵社や個人（探偵業無届者）を1時間千円程度の下請けとして雇用し調査を行っている場合も、ままある。

## 各国の探偵

### アメリカ合衆国
アメリカ合衆国の探偵業界の市場規模は、おおむね60億ドル規模で、事業所数は2万6000ほどである。米国の探偵業従事者の平均年収は約4万6000ドルとされている。
探偵に関する法規の有無・免許制の有無等は各州ごとに異なる。
おおまかに言うと次の3つに分けることも可能である。
- 免許の類が全く不要な州
- 探偵の免許は必要なく、事業（ビジネス）を行う許可・認可類だけが必要な州（アイダホ州、アラスカ州、ミシシッピ州、サウスダコタ州、ワイオミング州）
- 数年以上の捜査実務経験や、トレーニングの教程を受講したり試験に合格していることが探偵の免許の要件になっている州（カリフォルニア州、ヴァージニア州）[注釈 4]

探偵の武器の所持についても、州ごとに異なり、許可されない州と、許可される州とがある。正当防衛を目的とした小型武器の携帯を申請することが認められている州もある。
一般的に、警察官と探偵の兼業は禁止されている。なお、警察をすでに退職した「元警察職員」であれば探偵社に就職できることが一般的である。カリフォルニア州のように、探偵が免許制で、その条件に捜査実務経験が含まれる場合、警察官としての実績の一部が「捜査経験年数」に算入され、個人開業に役立つ場合もある。
探偵業の範囲に必ずしも含まれるわけではないが、他の業種との兼業により、債権の売買・回収、法執行や、保釈義務不履行者の逮捕・連行を行う探偵も多い。
ピンカートン探偵社（世界探偵協会加盟）は北米最大の法人探偵社であったが、警察組織の発展などにより探偵の看板を外すこととなった。他にもシカゴの「ハーグレーブ・シークレットサービス」がある。

#### カリフォルニア州での探偵免許条件
探偵業免許が必要なカリフォルニア州での条件を挙げると、次のようになっている。
- 18歳（成人）以上であること
- 3年以上（合計6000時間）の法執行機関（警察・保安官）・消防・有免許探偵社・保険会社・軍犯罪捜査局・弁護士事務所などにおける「捜査業務」経験（事務や電話による調査業務や捜査以外の業務は経歴に含まれない）　もしくは
- 4年の警察科学学士履修プラス2年（合計4000時間）の実務経験　もしくは
- 2年の警察科学（英語版）・犯罪法（英語版）・法務のいずれかの準学士プラス2年半（5000時間）の実務

上記条件を満たす者は州法務局およびFBIの犯罪歴証明を添えて免許申請することができ、試験を経て探偵業免許が交付される。業務上の銃器携帯は、銃器携帯免許を申請交付されて初めて携帯することができる。交付される身分証は顔写真入りのプラスチック製であり、警察官のような金属製バッジは交付されない。補償額1億円の業務賠償責任保険への加入が義務付けられている。探偵業助手・補佐・従業員に免許や資格は不要であるが、登録が必要である。助手・補佐・従業員は銃器携帯免許の申請はできない。
また、カリフォルニア州法では探偵業免許で警備業（身辺警護など）を行うことも、警備免許で探偵業を行うことも許可されていない。認可された業務を遂行中に他方に派生した場合（例えば、探偵業社が脅迫の加害者特定の調査案件において身辺警備も行う場合や、警備業者が盗品の回収や防犯のために調査を行う場合など）は例外的に許されるが、探偵業認可者が契約の主たる目的として身辺警備を行ったり、警備業認可者が契約の主たる目的として調査活動を請け負ったりすることは違法であり、この活動制限を回避するために探偵業者は同時に警備業認可も受けている場合が多い。

### フランス
フランスでは1942年にフランスの法律「第42-891」において、探偵業者の倫理行動規定が定められた（1980年12月の「80-1058」で補完された）。2003年、探偵関連の法規が大幅に改訂され、フランスの海外県にも適用されるようになった。フランスにおける探偵業務については公的機関Conseil national des activités privées de sécuritéが所管し、（事務所のある場所の）知事は探偵業者に対し事業所閉鎖命令を出す権限を持ち、また探偵業者はフランスの警察や国家憲兵隊の査察も受けることになっている。

### イギリス
イギリスでは、探偵小説でシャーロック・ホームズ、エルキュール・ポアロ、ヘンリー・メリヴェール、ピーター・ウィムジイ卿など私立探偵が何人も創造され人々の想像を掻き立てたが、大英帝国時代から免許制度は存在しなかった。2013年8月には2014年秋から免許制度を導入することが決定した。

### トルコ
トルコ共和国では、法律に探偵業に関する規定は存在しないが、また、特に禁止もされていない。トルコの私立探偵協会は、探偵業の法制度制定を望み、コーカエリ大学（Kocaeli University）と共同して専門家の育成を行っている。

### 日本
日本で探偵業を営むには「探偵業の業務の適正化に関する法律（以下、探偵業法）」の定めるところにより、営業所を管轄する警察署を通じてその公安委員会へ、遅くとも探偵業務を開始しようとする日の前日までに届出を行わなければならない。届出は営業所ごとに行い、交付された探偵業届出証明書（届出書を提出した者に交付されるもので、許可証や免許ではない）を、営業所の見やすいところに掲示しなければならない。

#### 歴史
1889年（明治22年）に、日本橋の士族・光永百太が資本金1000円で探偵社を設立。1895年（明治28年）に、岩井三郎が探偵事務所を創業した。

#### 業務
日本では、2007年6月に探偵業法が施行されるまで明確にはされなかった探偵業者の業務であるが、探偵業法の施行により、探偵業務について探偵業法第2条第1項で「他人の依頼を受けて、特定人の所在又は行動についての情報であって当該依頼に係るものを収集することを目的として面接による聞込み、尾行、張込みその他これらに類する方法により実地の調査を行い、その調査の結果を当該依頼者に報告する業務」と定義されるとともに、探偵業法第2条第2項において報道機関の依頼を受けて報道の用に供する情報を収集するために行う調査は適用除外とすることが規定された、実際の業務を行う場合は、都道府県公安委員会に所轄警察署長経由での届出が義務付けられている。
日本における探偵の業務の内容については、「他人の依頼を受けて、特定人を対象に行われる調査」および相談業務、鑑定業務等の関係する業務が付随することとなり、浮気調査や人探し調査、法人や個人の信用状況の調査など、企業や個人からの調査依頼が多くを占めている。「情報を扱う専門家」として企業の防諜を始め、情報漏洩対策、プライバシー防衛に関する助言のほか、情報通信技術の普及に伴うトラブル相談や現代社会を反映する証拠収集と多岐に及ぶ。
また、業務の遂行においては、探偵業法で探偵業者には「人の生活の平穏を害する等個人の権利利益を侵害することがないようにしなければならない。」（探偵業法第6条：探偵業務の実施の原則）とされ、調査契約の締結にあたっても依頼者から探偵業法第7条（書面の交付を受ける義務）に基づく「調査の結果を犯罪行為、違法な差別的取扱いその他の違法な行為のために用いない」旨を示す書面の交付を受けなければならないことが規定されているほか、業務上知り得た情報、収集した情報の記録物の取り扱いに関して探偵業法第10条（秘密の保持等）において探偵業務に従事する者でなくなった後も秘密保持が課せられ、業務上収集した情報の記録物は、不正または不当な利用を防止する必要な措置をとらなければならない。
なお、個人情報取扱事業者の協力を得て、特定の個人の情報を取得する行為は不正競争防止法2条（営業秘密）に該当しうる。また、ストーカー行為等規制法第6条ではストーカー行為等をするおそれのある者に相手方の氏名、住所等の情報を提供することを禁止している。
依頼者を探偵業者が弁護士に周旋する行為は弁護士法27条（非弁護士との連携の禁止）に違反する。すなわち、有償の「弁護士の紹介」またはこれらに類似する業務は違法である。弁護士紹介の直接の対価としての金銭等の支払いがなくとも、他の名目で実質上周旋の対価が支払われている場合（調査業務の報酬に含まれている場合など）は、違法な非弁提携に該当しうる。
- 調査業務
  - 行動調査 - 浮気調査、不倫調査、素行調査など。
  - 行方調査 - いわゆる「人捜し」。家出人、失踪者、債務者、恩師、旧友、「初恋の人」などの行方を調査する。
  - 信用調査 - 企業・個人の信用調査など。
  - 身辺調査 - 雇用調査、結婚調査。
  - 心情調査 - 対象が何を考えているのかの把握など。
  - 保険調査 - 各種保険の保険金支払請求に係る調査など。
  - 犯罪調査 - いじめ対策、ストーカー行為対策、配偶者暴力防止被害者保護対策の調査。アメリカ合衆国では司法取引の材料を集める依頼もある。
  - 情報調査 - サイバー犯罪、情報セキュリティ、サイバーストーカー、不正アクセス行為対策、消費者・知的財産事犯の調査。
  - 法人調査 - 産業スパイ調査・M&Aに関する調査、市場調査、資産調査、権利侵害対応調査、海外調査等。
- 調査業務以外の業務
  - 鑑定・分析 - 指紋、声紋鑑定、筆跡鑑定、DNA鑑定、ポリグラフ検査、画像解析
  - 相談 - 個人・法人から傾聴。
  - 一般事務 - 労務管理、機材管理、経理、広報等。
  - その他 - 裁判証拠収集、危機管理、情報漏洩対策、プライバシー防衛、盗聴器・盗撮器発見。

#### 労働
日本の探偵業における待遇等は、労働法に規定する使用者・事業主にあたる探偵業を営む代表者、労働法に規定する労働者であるかで変わってくる。
労働法に探偵業を適用除外とする規定がないことから、労働契約を締結し、賃金の支払いを受けて業務に従事する者は労働者であり、使用者・事業主は労働法で規定される給与・休日・福利厚生を最低限保証しなければならない。また、女性の雇用も増加傾向にあり、男女共同参画社会基本法その他関係法令に基づき、男性同様の待遇等を受け、業務に従事している。
また、探偵業法11条及び探偵業法等の解釈運用基準第11に基づき、探偵業務に従事する労働者を雇い入れた探偵業者は義務の履行を担保するために教育計画書を作成し、同計画書に従い、探偵業法、個人情報保護法、関係法令、調査方法、資料、情報の取扱い方法等の教育を実施し、教育実施記録簿に記録をしなければならない。

#### 調査料金
日本において、探偵業者が行う調査の料金は、探偵業界として料金体系を統一することは独占禁止法2条6項に規定する「不当な取引制限」にあたるため、業界団体が目安の料金を表示したり、料金について会員に指導したりすることはできない。探偵業者それぞれにおいて料金基準を設け、調査の実情に合った見積りを行う。
金銭の支払い時期及び方法等は探偵業法8条（重要事項説明）に基づき、調査内容、調査方法、調査料金、調査期間、契約の解除等を依頼者へ書面を交付して説明しなければならない。
景表法、特商法や消費者契約法に探偵業者を適用除外とする規定はなく、探偵業者が契約を締結する際は、これらの法律による規制を受ける。

#### 行政処分
探偵の業務の適正に関する法律13条（立入検査）に基づき、各都道府県の警察では定期的な立入検査で、法令で定める帳簿、書類その他物件を検査をすることができる。同法14条（指示）では探偵業法その他法令に違反した場合において、当該探偵業者に対し、必要な措置をとるべきことを指示することができる。同法15条に基づき、都道府県警察では行政処分（営業停止、営業廃止）を受けた探偵業者の名称をホームページ上で公表している。これにより、悪質な探偵業者の排除と探偵業者の適正化を図っている。

## 日本における問題点
日本における探偵は、探偵業法による規制こそあるものの基本的には届出制であり、その能力について公的な保証はない。また、探偵の利用者の中にも、探偵の悪用を目論む者もある。そのため、下記のような問題が発生している。

### 犯罪目的での依頼
ストーカーなどの犯罪者が、標的となる被害者について、探偵を利用してその居所を把握することがある。2012年に発生した逗子ストーカー殺人事件のように、個人情報を入手した探偵のストーカーへの情報提供により、殺人事件にまで発展したケースもある。探偵業法により利用者は依頼に当たって犯罪や違法行為に用いない書面の提出を要するが、利用者側が嘘をつくなどした場合には探偵側も利用者の目的を見極めることは難しく、利用者について公的機関への照会を可能とする法整備の必要性を訴える声もある。

### 消費者被害
特定企業を相手方とする先物取引等で損害を被った者に対し、「自己に調査を依頼すれば損害を取り戻せる」と勧誘し、実際には損害の取戻しが見込みがないのに依頼をさせたり、新たな調査を行わずに多数の依頼者に既存の資料を使いまわしたり、成果が出ないとして追加調査費用の支払を迫る探偵業者の例もある。消費者庁が消費者安全法に基づき公表した事例もある。

## 業界団体・企業・著名な探偵

### 国際探偵協会
- World Association of Detectives 世界探偵社協会（通称"WAD"）
- Association of British Investigators イギリス調査組合（通称"ABI"）
- COUNCIL OF INTERNATIONAL INVESTIGATORS 国際調査協議会（通称"CII"）

### 日本の探偵協会
- 日本の調査業協会の一覧を参照。

## フィクションの探偵
探偵を主人公とする小説は欧米の探偵小説がルーツで、事件捜査の中心人物とされることが多く、名探偵とも呼ばれる。
日本では、主人公が探偵業務を行う小説は、かつて「探偵小説」と呼ばれたが、推理をする人間が必ずしも探偵を職業にしているとは限らないため、現在は「推理小説」と呼ばれている。
日本の推理小説に登場する探偵のうち、江戸川乱歩作品の明智小五郎、横溝正史作品の金田一耕助、高木彬光作品の神津恭介は「日本三大名探偵」と称されている。